# Floris Oblak
Floris Oblak, slovenski slikar in grafik, * 6. marec 1924, Vrhnika, † september 2006, Ljubljana.
Oblak je diplomiral leta 1948 na Akademiji za likovno umetnost in oblikovanje v Ljubljani. Potem se je do 1951 izpopolnjeval na specialki za grafiko pri Božidarju Jakcu.
Deloval je kot svoboden umetnik. V zgodnjem obdobju njegovega ustvarjanja so prevladovala stilizirana dela, sicer še vedno v mejah realnosti. Kasneje so postala dela bolj realna in natančnejša, barve pa bolj lazurne in kompaktne. V novejših delih pa se je posvečal posebni motiviki sarkofagov in klasičnih tihožitij.
Oblak je razstavljal na več samostojnih razstavah tako doma kot tudi v tujini.
V prostorih nekdanjega Rokodelskega doma, kjer je zdaj sedeža Muzejskega društva Vrhnika, je danes stalna razstava, ki se imenuje po njem (Razstava Florisa Oblaka).